# Сјисја бронзани топ
Сјисја бронзани топ (кин: 西夏铜火炮, енгл. Wuwei Bronze Cannon), један од најстаријих сачуваних кинеских топова, вероватно направљен у 13. веку.

## Откриће
Године 1980. у подруму у провинцији Гансу откривен је бронзани топ од 108 килограма. Нема натписа, али посредни докази сугеришу да може бити из касног Сјисја периода, након 1214. године, али пре пада државе Сјисја 1227. године (Гансу је био део територије царства Сјисја). Занимљиво је да је топ нађен напуњен, са гвозденом куглом и 100 грама барута у цеви. Кугла, око девет центиметара у пречнику, је нешто мања од отвора цеви (дванаест центиметара), што указује да је можда била споредни пројектил (то јест, да је топ примарно испаљивао пламен, а узгред и ситне пројектиле на удаљеност од свега неколико метара), а не прави пројектил типа метка. Године 1997, бронзано ватрено оружје сличне структуре, али много мање величине (само килограм и по) ископано је у близини, а околности у којима је нађено указују на слично време настанка. Оба оружја изгледају примитивнија од Ксанаду топа и других раних топова династије Јуан, грубљег изгледа, са неуједначеним ливењем. Будућа археолошка открића ће можда омогуђити сигурнију процену, али за сада се чини могућим да су најранији метални прото-топови створени у касној држави Сјисја између 1214. и 1227. године.